# Сенека (Канзас)
Сенека (енгл. Seneca) град је у америчкој савезној држави Канзас.

## Демографија
По попису из 2010. године број становника је 1.991, што је 131 (-6,2%) становника мање него 2000. године.
| Група             | 2000.         | 2010.         |
| Белци             | 2.084 (98,2%) | 1.957 (98,3%) |
| Афроамериканци    | 9 (0,4%)      | 8 (0,4%)      |
| Азијати           | 1 (0,0%)      | 1 (0,1%)      |
| Хиспаноамериканци | 14 (0,7%)     | 13 (0,7%)     |
| Укупно            | 2.122         | 1.991         |